# Grit

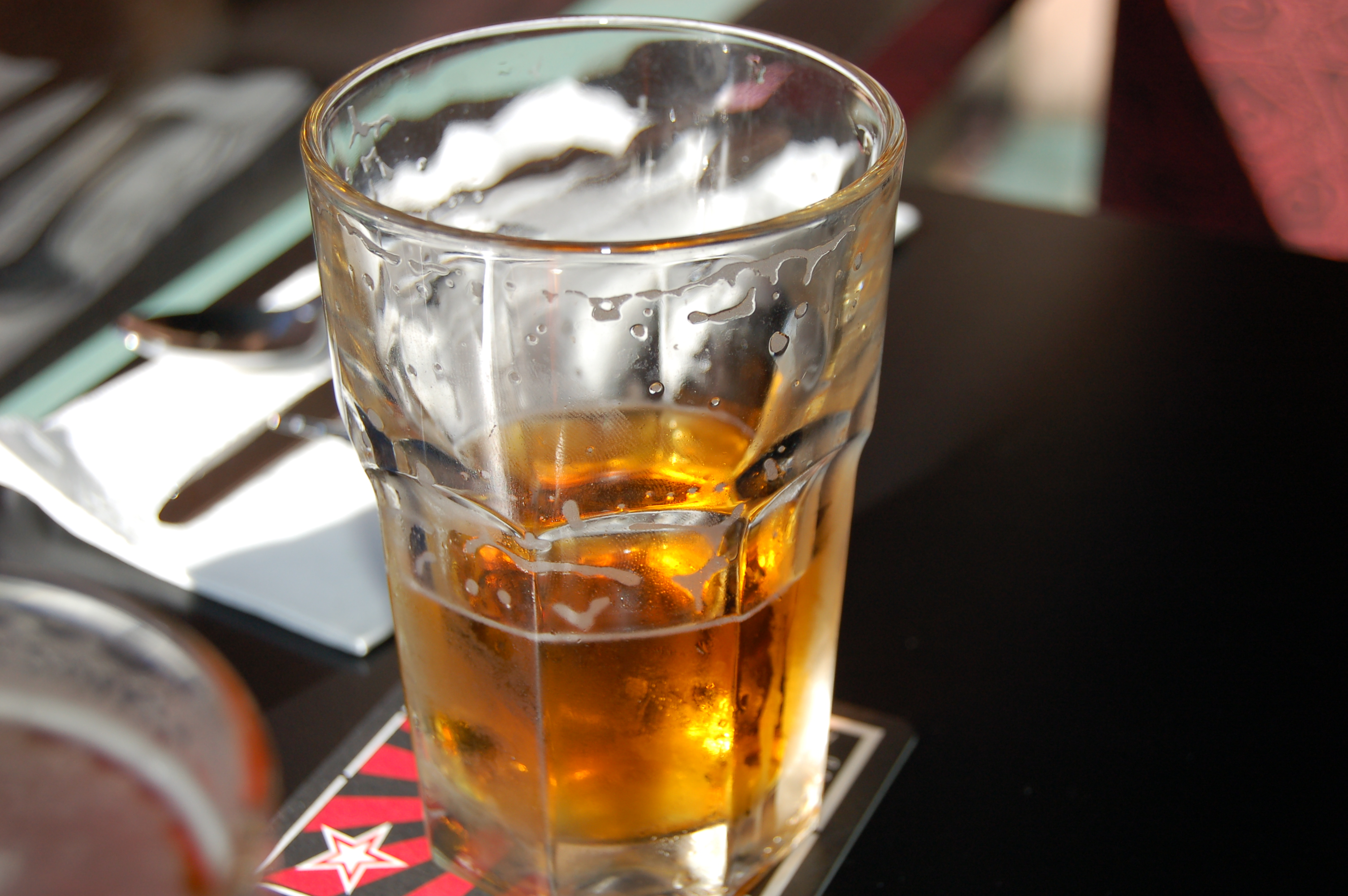
El grits proporciona algunas de las características organolépticas finales de la cerveza.

Grits en la industria de elaboración de la cerveza se trata de un ingrediente añadido en el cocedor de cereales durante el proceso de elaboración de la cerveza que tiene como objetivo hacer más estable y suave el sabor de la cerveza final. 

## Características
Por regla general, los grits suelen ser cereales no malteados previamente, arroz e incluso legumbres añadidos para proporcionar sabor, aroma o incluso color más luminoso. En otros casos se añaden para proporcionar una estabilidad coloidal a la cerveza final evitando que se produzcan sedimentaciones indeseables (proteína insolubles en forma de gel).